# USS George M. Neal (DDG-131)
El USS George M. Neal (DDG-131) será el 81.º destructor de la clase Arleigh Burke (Tramo III) de la Armada de los Estados Unidos. Su nombre USS George M. Neal, anunciado el 26 de marzo de 2019, rinde honor a un veterano de la guerra de Corea condecorado con la Cruz de la Armada.

## Construcción
El 27 de septiembre de 2018 fue autorizada su construcción, a cargo del Bath Iron Works (General Dynamics) de Bath, Maine. En noviembre de 2021 el astillero inició la fabricación cortando el acero necesario para hacer el buque.